# Tarsotropidus
Tarsotropidus is een kevergeslacht uit de familie van de boktorren (Cerambycidae). De wetenschappelijke naam van het geslacht werd voor het eerst geldig gepubliceerd in 1922 door Schmidt.

## Soorten
Tarsotropidus omvat de volgende soorten:
- Tarsotropidus fasciatus Juhel, 2011
- Tarsotropidus lutulentus (Harold, 1879)
- Tarsotropidus myrtaceus (Jordan, 1894)
- Tarsotropidus nigmanni Schmidt, 1922
- Tarsotropidus rothi Lepesme & Breuning, 1956
- Tarsotropidus speciosus (Dalman, 1817)
- Tarsotropidus stelzli Adlbauer, 1993
- Tarsotropidus vaneyeni Fuchs, 1971